# 克利山
70°39′S 63°35′W / 70.650°S 63.583°W
克利山（英語：Kelley Massif），是南極洲的山峰，位於帕爾默地，處於埃蘭德山脈以西的克利福德冰川南岸，美國地質調查局在1974年繪入地圖，現時由南極條約體系管理。